# Collège József-Eötvös
Pour les articles homonymes, voir Eötvös.
Le collège Eötvös (en hongrois Eötvös József Collegium ou Eötvös-Kollégium) de Budapest est un collège d'études supérieures hongrois rattaché à l'université Loránd-Eötvös (Eötvös Loránd Tudományegyetem, ELTE). 
Il a été fondé en 1895, sur le modèle de l'École normale supérieure, rue d'Ulm à Paris, par le physicien et ministre de l'enseignement Loránd Eötvös. Le collège porte le nom de son père, József Eötvös, écrivain et lui-même ministre de l'enseignement et de la culture.
Internat complémentaire de l'université de Budapest, il recrute ses élèves par concours en lettres et en sciences pour former des professeurs.